# Packard Light Eight

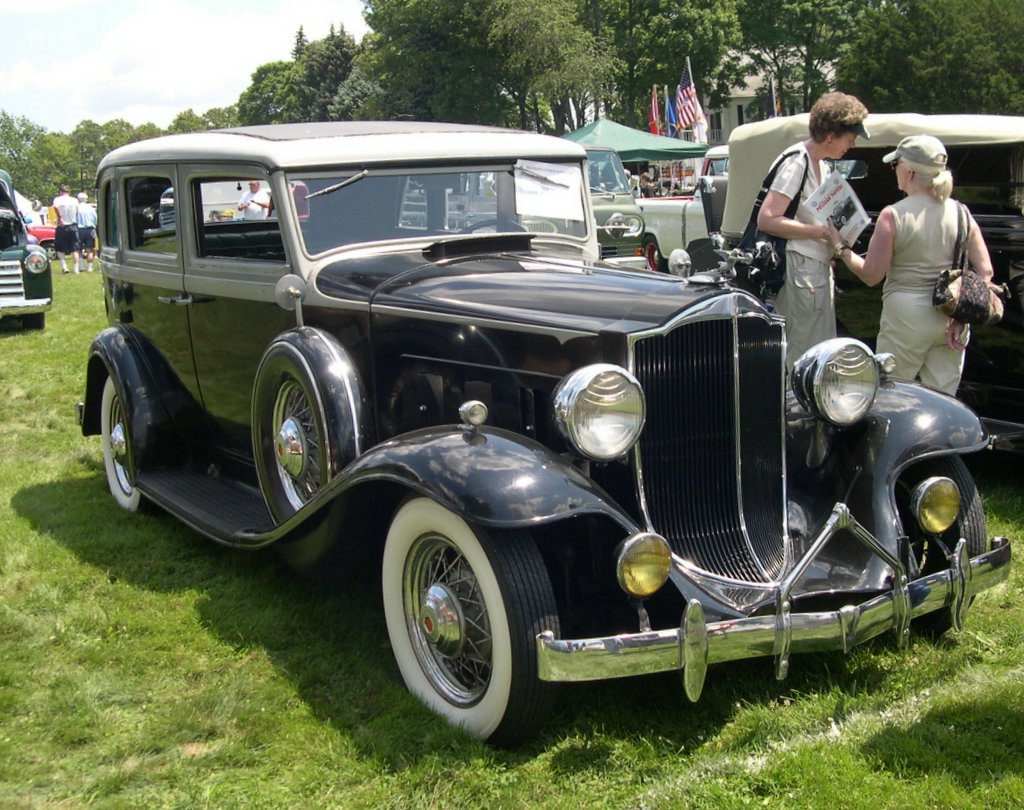
Packard Light Eight, 9. Serie, Modell 900 (1932)

Der Packard Light Eight  bezeichnet eine Serie von 8-Zylinder-Automobilen, die die Packard Motor Car Company in Detroit nur im Modelljahr 1932 herstellte.
Um dem veränderten Käuferverhalten auf Grund der Weltwirtschaftskrise zu begegnen, brachte Packard ein preiswertes Modell in der 9. Serie (Modell 900) heraus. Der Wagen hatte einen Reihenachtzylindermotor mit stehenden Ventilen und 5199 cm³ Hubraum, der 110 bhp (81 kW) leistete. Damit waren die Fahrzeuge bis zu 115 km/h schnell. Es gab nur vier verschiedene Aufbauten auf dem Fahrgestell mit 3245 mm Radstand: einen Coupé-Roadster mit 2–4 Sitzen, ein Coupé mit 2–4 Sitzen, ein 5-sitzige Limousine und eine 5-sitzige Coupé-Limousine.
Da der Wagen für die angestrebte Klientel mit 1750–1795 US-$ viel zu teuer war, wurden nur 6750 Fahrzeuge verkauft und das Modell bereits nach einem Jahr wieder eingestellt.